# Manalu Dolok
Manalu Dolok is een bestuurslaag in het regentschap Tapanuli Utara van de provincie Noord-Sumatra, Indonesië. Manalu Dolok telt 1013 inwoners (volkstelling 2010).